# Miotacz ognia Typ 100

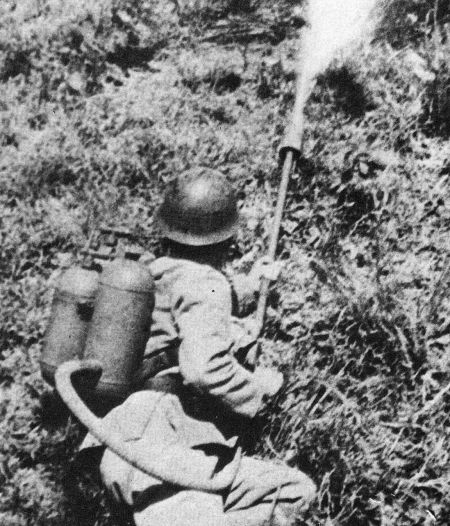
Typ 93

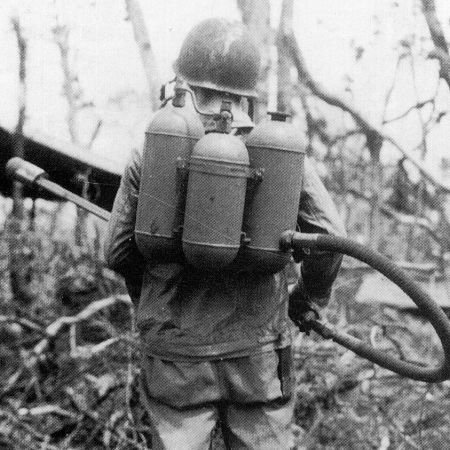
Typ 100

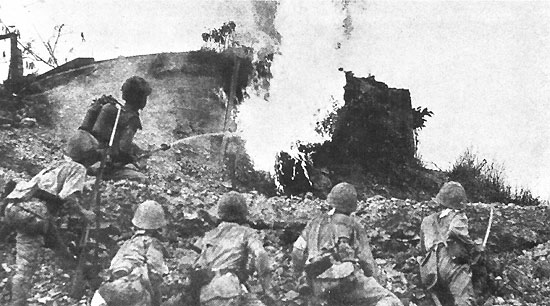
Żołnierz japoński z miotaczem Typ 100 w czasie kampanii filipińskiej

Miotacz ognia Typ 100 – japoński miotacz ognia wprowadzony do służby w 1940 i używany w początkowym okresie II wojny światowej w czasie walk w Indonezji i Filipinach.

## Historia
Pierwszym japońskim miotaczem ognia był Typ 93. Wzorowany na niemieckich miotaczach ognia, został skonstruowany w 1933 roku. Składał się z trzech zbiorników zainstalowanych na niewygodnym stelażu, zakładanym na plecy. Dwa zawierały mieszankę zapalającą, a mniejszy, centralnie położony sprężony gaz. W pierwszych seriach produkcyjnych był to azot, jednak szybko zastąpiono go powietrzem. Od 1939 roku do każdego zestawu dodawano kompresor powietrza z silnikiem benzynowym. Miotacz ognia Typ 93 okazał się nieudany, więc w 1940 roku został zastąpiony przez miotacz ognia Typ 100. Zewnętrznie był bardzo podobny do poprzedniego wzoru, ale miał skróconą dyszę wylotową. Ponadto nowy miotacz posiadał wymienny wylot dyszy wylotowej (w miotaczu Typ 93 był on stały).

## Dane taktyczno-techniczne
- masa: 25 kg
- zapas mieszanki zapalającej: 14,77 l
- długość dyszy wylotowej: 0,9 m
- zasięg: 22,9–27,4 m
- czas trwania strzału ogniowego: 10–12 s